# Liga Nacional de Futsal de 2023
A Liga Nacional de Futsal de 2023, oficialmente LNF mrjack.bet 2023 é a 28ª edição da Liga Nacional de Futsal, a principal competição de clubes de futsal do Brasil, organizada pela LNF.
A transmissão, em sua maioria, acontece pelo pay-per-view da LNFTV no streaming Nsports.. A novidade da temporada é uma transmissão ao vivo e gratuita por rodada no Canal da LNF no Youtube. Já o SporTV transmite apenas alguns jogos.

## Fórmula de disputa

### Primeira fase
Na primeira fase da Liga Nacional de Futsal 2023 os clubes jogam entre si em turno único. Os 16 melhores colocados classificam-se para a fase final, que será disputada em jogos eliminatórios.

### Fase final
Os 16 times classificados iniciam a fase final em busca do título no formato mata-mata, em jogos de ida e volta. Os cruzamentos serão feitos à partir da posição das equipes na tabela da primeira fase. A fase final inicia nas oitavas de final, passando para as quartas de final, seminais e finais. Em caso de vitórias alternadas ou dois empates nos confrontos eliminatórios, a decisão irá para a prorrogação, tendo a vantagem do empate na prorrogação e equipe melhor colocada na primeira fase.

## Participantes
| Equipe         | Cidade                | Estado | Em 2022      | Ginásio (mando)                     | Capacidade | Títulos (último) |
| -------------- | --------------------- | ------ | ------------ | ----------------------------------- | ---------- | ---------------- |
| Assoeva        | Venâncio Aires        | RS     | 14º          | Parque do Chimarrão                 | 5 000      | 0 (não possui)   |
| Atlântico      | Erechim               | RS     | 2º           | Caldeirão do Galo                   | 3 500      | 0 (não possui)   |
| Blumenau       | Blumenau              | SC     | 22º          | Complexo Esportivo Bernardo Werner  | 5 000      | 0 (não possui)   |
| Brasília       | Brasília              | DF     | Não disputou | Ginásio Poliesportivo Vera Cruz     | 1 200      | 0 (não possui)   |
| Campo Mourão   | Campo Mourão          | PR     | 15º          | Ginásio Belin Carolo                | 4 500      | 0 (não possui)   |
| Carlos Barbosa | Carlos Barbosa        | RS     | 6º           | Sérgio Luiz Guerra                  | 4 000      | 5 (2015)         |
| Cascavel       | Cascavel              | PR     | 3º           | Ginásio Odilon Reinhardt            | 1 800      | 1 (2021)         |
| Corinthians    | São Paulo             | SP     | 1º           | Ginásio Wlamir Marques              | 7 000      | 2 (2022)         |
| Esporte Futuro | Toledo                | PR     | Não disputou | Ginásio Alcides Pan                 | 3 780      | 0 (não possui)   |
| Foz Cataratas  | Foz do Iguaçu         | PR     | 17º          | Ginásio Costa Cavalcanti            | 3 500      | 0 (não possui)   |
| Jaraguá        | Jaraguá do Sul        | SC     | 4º           | Arena Jaraguá                       | 8 000      | 4 (2010)         |
| Joaçaba        | Joaçaba               | SC     | 13º          | Centro de Eventos da UNOESC         | 5 500      | 0 (não possui)   |
| Joinville      | Joinville             | SC     | 5º           | Centreventos Cau Hansen             | 2 500      | 1 (2017)         |
| Marreco        | Francisco Beltrão     | PR     | 16º          | Complexo Esportivo Arrudão          | 3 500      | 0 (não possui)   |
| Minas          | Belo Horizonte        | MG     | 8º           | Arena Minas                         | 3 600      | 0 (não possui)   |
| Pato           | Pato Branco           | PR     | 7º           | Ginásio Dolivar Lavarda             | 1 500      | 2 (2019)         |
| Praia Clube    | Uberlândia            | MG     | 10º          | Arena Praia                         | 2 200      | 0 (não possui)   |
| Santo André    | Santo André           | SP     | 11º          | Ginásio de Esportes Noêmia Assunção | 1 000      | 2 (2013)         |
| São José       | São José dos Campos   | SP     | 12º          | Tênis Clube                         | 2 500      | 0 (não possui)   |
| São Lourenço   | São Lourenço do Oeste | SC     | Não disputou | Poliesportivo Monteiro Lobato       | 1 600      | 0 (não possui)   |
| Sorocaba       | Sorocaba              | SP     | 9º           | Arena Sorocaba                      | 5 000      | 2 (2020)         |
| Taubaté        | Taubaté               | SP     | 21º          | Ginásio Adib Moises Dib             | 7 000      | 0 (não possui)   |
| Tubarão        | Tubarão               | SC     | 20º          | Ginásio Estener Soratto             | 3 600      | 0 (não possui)   |
| Umuarama       | Umuarama              | PR     | 19º          | Ginásio Amário Vieira da Costa      | 4 500      | 0 (não possui)   |

## Primeira Fase
| Pos | Equipes        | Pts | J  | V  | E  | D  | GP  | GC  | SG  | Classificação ou eliminação     |
| --- | -------------- | --- | -- | -- | -- | -- | --- | --- | --- | ------------------------------- |
| 1   | Atlântico      | 51  | 23 | 15 | 6  | 2  | 104 | 57  | 47  | Classificados para a Fase Final |
| 2   | Sorocaba       | 51  | 23 | 14 | 9  | 0  | 106 | 45  | 61  | Classificados para a Fase Final |
| 3   | Joinville      | 49  | 23 | 14 | 7  | 2  | 67  | 37  | 30  | Classificados para a Fase Final |
| 4   | Cascavel       | 45  | 23 | 13 | 6  | 4  | 76  | 52  | 24  | Classificados para a Fase Final |
| 5   | Jaraguá        | 42  | 23 | 12 | 6  | 5  | 69  | 49  | 20  | Classificados para a Fase Final |
| 6   | Carlos Barbosa | 39  | 23 | 11 | 6  | 6  | 86  | 62  | 24  | Classificados para a Fase Final |
| 7   | Minas*         | 39  | 23 | 11 | 9  | 3  | 67  | 55  | 12  | Classificados para a Fase Final |
| 8   | Tubarão        | 38  | 23 | 11 | 5  | 7  | 75  | 73  | 2   | Classificados para a Fase Final |
| 9   | Santo André    | 35  | 23 | 10 | 5  | 8  | 70  | 72  | –2  | Classificados para a Fase Final |
| 10  | Corinthians    | 35  | 23 | 9  | 8  | 6  | 65  | 54  | 11  | Classificados para a Fase Final |
| 11  | Praia Clube    | 34  | 23 | 10 | 4  | 9  | 72  | 46  | 26  | Classificados para a Fase Final |
| 12  | Assoeva        | 33  | 23 | 8  | 9  | 6  | 54  | 56  | –2  | Classificados para a Fase Final |
| 13  | Pato           | 32  | 23 | 9  | 5  | 9  | 55  | 55  | 0   | Classificados para a Fase Final |
| 14  | Foz Cataratas  | 31  | 23 | 8  | 7  | 8  | 59  | 63  | –4  | Classificados para a Fase Final |
| 15  | Joaçaba        | 28  | 23 | 7  | 7  | 9  | 55  | 64  | –9  | Classificados para a Fase Final |
| 16  | Umuarama       | 26  | 23 | 6  | 8  | 9  | 35  | 49  | –14 | Classificados para a Fase Final |
| 17  | Marreco        | 23  | 23 | 6  | 5  | 12 | 42  | 63  | –21 | Eliminados na Primeira Fase     |
| 18  | Campo Mourão   | 22  | 23 | 7  | 1  | 15 | 55  | 70  | –15 | Eliminados na Primeira Fase     |
| 19  | São José*      | 21  | 23 | 7  | 6  | 10 | 51  | 52  | –1  | Eliminados na Primeira Fase     |
| 20  | Esporte Futuro | 20  | 23 | 4  | 8  | 11 | 48  | 61  | –13 | Eliminados na Primeira Fase     |
| 21  | Taubaté        | 13  | 23 | 3  | 4  | 16 | 44  | 73  | –29 | Eliminados na Primeira Fase     |
| 22  | Blumenau       | 13  | 23 | 2  | 7  | 14 | 33  | 72  | –39 | Eliminados na Primeira Fase     |
| 23  | São Lourenço   | 13  | 23 | 1  | 10 | 12 | 29  | 56  | –27 | Eliminados na Primeira Fase     |
| 24  | Brasília       | 11  | 23 | 3  | 2  | 18 | 40  | 121 | –81 | Eliminados na Primeira Fase     |

- O Minas Tênis Clube perdeu 03 (três) pontos por determinação do STJD da LNF. [3]
- O São José perdeu 06 (seis) pontos por determinação do STJD da LNF. [4]

## Fase Final
|  | Oitavas de final   | Oitavas de final   | Oitavas de final   | Oitavas de final   |                |           | Quartas de final   | Quartas de final   | Quartas de final   |  |           | Semifinais                     | Semifinais                     | Semifinais                     |  |  | Final          | Final          | Final          | Final          | Final          |
|  | 13 a 24 de outubro | 13 a 24 de outubro | 13 a 24 de outubro | 13 a 24 de outubro |                |           | 4 a 15 de novembro | 4 a 15 de novembro | 4 a 15 de novembro |  |           | 24 de novembro a 4 de dezembro | 24 de novembro a 4 de dezembro | 24 de novembro a 4 de dezembro |  |  | 17 de dezembro | 17 de dezembro | 17 de dezembro | 17 de dezembro | 17 de dezembro |
|  |                    |                    |                    |                    |                |           |                    |                    |                    |  |           |                                |                                |                                |  |  |                |                |                |                |                |
|  | 1                  | Atlântico          | 4                  | 6                  |                |           |                    |                    |                    |  |           |                                |                                |                                |  |  |                |                |                |                |                |
|  | 16                 | Umuarama           | 1                  | 2                  |                |           |                    |                    |                    |  |           |                                |                                |                                |  |  |                |                |                |                |                |
|  | 16                 | Umuarama           | 1                  | 2                  |                | Atlântico | 6                  | 6                  |                    |  |           |                                |                                |                                |  |  |                |                |                |                |                |
|  |                    |                    |                    |                    |                | Atlântico | 6                  | 6                  |                    |  |           |                                |                                |                                |  |  |                |                |                |                |                |
|  |                    | Tubarão            | 3                  | 0                  |                |           |                    |                    |                    |  |           |                                |                                |                                |  |  |                |                |                |                |                |
|  | 8                  | Tubarão            | 3                  | 0                  | Tubarão        | 4         | 4                  |                    |                    |  |           |                                |                                |                                |  |  |                |                |                |                |                |
|  | 8                  |                    |                    |                    | Tubarão        | 4         | 4                  |                    |                    |  |           |                                |                                |                                |  |  |                |                |                |                |                |
|  | 9                  | Santo André        | 4                  | 3                  |                |           |                    |                    |                    |  |           |                                |                                |                                |  |  |                |                |                |                |                |
|  | 9                  | Santo André        | 4                  | 3                  |                |           |                    |                    |                    |  | Atlântico | 10                             | 6                              |                                |  |  |                |                |                |                |                |
|  |                    |                    |                    |                    |                |           |                    |                    |                    |  | Atlântico | 10                             | 6                              |                                |  |  |                |                |                |                |                |
|  |                    | Cascavel           | 7                  | 1                  |                |           |                    |                    |                    |  |           |                                |                                |                                |  |  |                |                |                |                |                |
|  | 5                  | Cascavel           | 7                  | 1                  | Jaraguá        | 3         | 3(1)               |                    |                    |  |           |                                |                                |                                |  |  |                |                |                |                |                |
|  | 5                  |                    |                    |                    | Jaraguá        | 3         | 3(1)               |                    |                    |  |           |                                |                                |                                |  |  |                |                |                |                |                |
|  | 12                 | Assoeva            | 4                  | 0(2)               |                |           |                    |                    |                    |  |           |                                |                                |                                |  |  |                |                |                |                |                |
|  | 12                 | Assoeva            | 4                  | 0(2)               |                | Assoeva   | 5                  | 0(0)               |                    |  |           |                                |                                |                                |  |  |                |                |                |                |                |
|  |                    |                    |                    |                    |                | Assoeva   | 5                  | 0(0)               |                    |  |           |                                |                                |                                |  |  |                |                |                |                |                |
|  |                    | Cascavel           | 4                  | 4(2)               |                |           |                    |                    |                    |  |           |                                |                                |                                |  |  |                |                |                |                |                |
|  | 4                  | Cascavel           | 4                  | 4(2)               | Cascavel       | 4         | 2(1)               |                    |                    |  |           |                                |                                |                                |  |  |                |                |                |                |                |
|  | 4                  |                    |                    |                    | Cascavel       | 4         | 2(1)               |                    |                    |  |           |                                |                                |                                |  |  |                |                |                |                |                |
|  | 13                 | Pato               | 2                  | 4(0)               |                |           |                    |                    |                    |  |           |                                |                                |                                |  |  |                |                |                |                |                |
|  | 13                 | Pato               | 2                  | 4(0)               |                |           |                    |                    |                    |  |           | Atlântico                      |                                |                                |  |  |                |                |                |                |                |
|  |                    |                    |                    |                    |                |           |                    |                    |                    |  |           |                                |                                |                                |  |  |                |                |                |                |                |
|  |                    | Joinville          |                    |                    |                |           |                    |                    |                    |  |           |                                |                                |                                |  |  |                |                |                |                |                |
|  | 2                  | Sorocaba           | 3                  | 4                  |                |           |                    |                    |                    |  |           |                                |                                |                                |  |  |                |                |                |                |                |
|  | 2                  | Sorocaba           | 3                  | 4                  |                |           |                    |                    |                    |  |           |                                |                                |                                |  |  |                |                |                |                |                |
|  | 15                 | Joaçaba            | 0                  | 1                  |                |           |                    |                    |                    |  |           |                                |                                |                                |  |  |                |                |                |                |                |
|  | 15                 | Joaçaba            | 0                  | 1                  |                | Sorocaba  | 5                  | 7                  |                    |  |           |                                |                                |                                |  |  |                |                |                |                |                |
|  |                    |                    |                    |                    |                | Sorocaba  | 5                  | 7                  |                    |  |           |                                |                                |                                |  |  |                |                |                |                |                |
|  |                    | Minas              | 4                  | 3                  |                |           |                    |                    |                    |  |           |                                |                                |                                |  |  |                |                |                |                |                |
|  | 7                  | Minas              | 4                  | 3                  | Minas          | 1         | 3(0)               |                    |                    |  |           |                                |                                |                                |  |  |                |                |                |                |                |
|  | 7                  |                    |                    |                    | Minas          | 1         | 3(0)               |                    |                    |  |           |                                |                                |                                |  |  |                |                |                |                |                |
|  | 10                 | Corinthians        | 4                  | 1(0)               |                |           |                    |                    |                    |  |           |                                |                                |                                |  |  |                |                |                |                |                |
|  | 10                 | Corinthians        | 4                  | 1(0)               |                |           |                    |                    |                    |  | Sorocaba  | 3                              | 3                              |                                |  |  |                |                |                |                |                |
|  |                    |                    |                    |                    |                |           |                    |                    |                    |  | Sorocaba  | 3                              | 3                              |                                |  |  |                |                |                |                |                |
|  |                    | Joinville          | 4                  | 4                  |                |           |                    |                    |                    |  |           |                                |                                |                                |  |  |                |                |                |                |                |
|  | 3                  | Joinville          | 4                  | 4                  | Joinville      | 5         | 2                  |                    |                    |  |           |                                |                                |                                |  |  |                |                |                |                |                |
|  | 3                  |                    |                    |                    | Joinville      | 5         | 2                  |                    |                    |  |           |                                |                                |                                |  |  |                |                |                |                |                |
|  | 14                 | Foz Cataratas      | 1                  | 1                  |                |           |                    |                    |                    |  |           |                                |                                |                                |  |  |                |                |                |                |                |
|  | 14                 | Foz Cataratas      | 1                  | 1                  |                | Joinville | 2                  | 2                  |                    |  |           |                                |                                |                                |  |  |                |                |                |                |                |
|  |                    |                    |                    |                    |                | Joinville | 2                  | 2                  |                    |  |           |                                |                                |                                |  |  |                |                |                |                |                |
|  |                    | Carlos Barbosa     | 2                  | 1                  |                |           |                    |                    |                    |  |           |                                |                                |                                |  |  |                |                |                |                |                |
|  | 6                  | Carlos Barbosa     | 2                  | 1                  | Carlos Barbosa | 2         | 4                  |                    |                    |  |           |                                |                                |                                |  |  |                |                |                |                |                |
|  | 6                  |                    |                    |                    | Carlos Barbosa | 2         | 4                  |                    |                    |  |           |                                |                                |                                |  |  |                |                |                |                |                |
|  | 11                 | Praia Clube        | 2                  | 2                  |                |           |                    |                    |                    |  |           |                                |                                |                                |  |  |                |                |                |                |                |

## Classificação geral
| Pos | Equipes        | Pts | J  | V  | E  | D  | GP  | GC  | SG  | Classificação ou eliminação     |
| --- | -------------- | --- | -- | -- | -- | -- | --- | --- | --- | ------------------------------- |
| 1   | Atlântico      | 72  | 30 | 22 | 6  | 2  | 144 | 72  | 72  | Campeão                         |
| 2   | Joinville      | 65  | 30 | 19 | 8  | 3  | 87  | 50  | 37  | Vice-campeão                    |
| 3   | Sorocaba       | 63  | 29 | 18 | 9  | 2  | 131 | 61  | 70  | Eliminados nas semifinais       |
| 4   | Cascavel       | 51  | 29 | 15 | 6  | 8  | 98  | 79  | 19  | Eliminados nas semifinais       |
| 5   | Carlos Barbosa | 44  | 27 | 12 | 8  | 7  | 95  | 70  | 25  | Eliminados nas quartas de final |
| 6   | Minas*         | 42  | 27 | 12 | 9  | 6  | 78  | 72  | 6   | Eliminados nas quartas de final |
| 7   | Tubarão        | 42  | 27 | 12 | 6  | 9  | 86  | 92  | –6  | Eliminados nas quartas de final |
| 8   | Assoeva        | 39  | 27 | 10 | 9  | 8  | 63  | 63  | 0   | Eliminados nas quartas de final |
| 9   | Jaraguá        | 45  | 25 | 13 | 6  | 6  | 75  | 53  | 22  | Eliminados nas oitavas de final |
| 10  | Corinthians    | 38  | 25 | 10 | 8  | 7  | 70  | 58  | 12  | Eliminados nas oitavas de final |
| 11  | Santo André    | 36  | 25 | 10 | 6  | 9  | 77  | 80  | –3  | Eliminados nas oitavas de final |
| 12  | Praia Clube    | 35  | 25 | 10 | 5  | 10 | 76  | 52  | 24  | Eliminados nas oitavas de final |
| 13  | Pato           | 35  | 25 | 10 | 5  | 10 | 61  | 61  | 0   | Eliminados nas oitavas de final |
| 14  | Foz Cataratas  | 31  | 25 | 8  | 7  | 10 | 61  | 70  | –9  | Eliminados nas oitavas de final |
| 15  | Joaçaba        | 28  | 25 | 7  | 7  | 11 | 56  | 71  | –15 | Eliminados nas oitavas de final |
| 16  | Umuarama       | 26  | 25 | 6  | 8  | 11 | 38  | 59  | –21 | Eliminados nas oitavas de final |
| 17  | Marreco        | 23  | 23 | 6  | 5  | 12 | 42  | 63  | –21 | Eliminados na Primeira Fase     |
| 18  | Campo Mourão   | 22  | 23 | 7  | 1  | 15 | 55  | 70  | –15 | Eliminados na Primeira Fase     |
| 19  | São José*      | 21  | 23 | 7  | 6  | 10 | 51  | 52  | –1  | Eliminados na Primeira Fase     |
| 20  | Esporte Futuro | 20  | 23 | 4  | 8  | 11 | 48  | 61  | –13 | Eliminados na Primeira Fase     |
| 21  | Taubaté        | 13  | 23 | 3  | 4  | 16 | 44  | 73  | –29 | Eliminados na Primeira Fase     |
| 22  | Blumenau       | 13  | 23 | 2  | 7  | 14 | 33  | 72  | –39 | Eliminados na Primeira Fase     |
| 23  | São Lourenço   | 13  | 23 | 1  | 10 | 12 | 29  | 56  | –27 | Eliminados na Primeira Fase     |
| 24  | Brasília       | 11  | 23 | 3  | 2  | 18 | 40  | 121 | –81 | Eliminados na Primeira Fase     |

- O São José perdeu 06 (seis) pontos por determinação do STJD da LNF. [5]
- O Minas Tênis Clube perdeu 03 (três) pontos por determinação do STJD da LNF. [6]